# المجوس (رواية)
رواية المجوس هي رواية لإبراهيم الكوني، صدرت في جزئين، الأولى في 1990 والثانية في 1991 من الفكر الأسطوري الملحمي عن الحياة في الصحراء، تطرح أسئلة عن معنى الوجود والمغامرة الإنسانية والمصير والسلطة والحضارة مستخدمة عالم الطوارق بمثابة مادة قصصية تخييلية. حصلت على جائزة اللجنة العليا للآداب المنشورة باللغة الألمانية تقدمها الحكومة الفدرالية السويسرية. وصنفت في المركز الحادي عشر في قائمة أفضل مئة رواية عربية. وهي الرواية التي عدت عملا مرجعيا كما ذهب أساطين النقد العالمي، في حين اعتبرت من قبل النقد العربي العمل المركزي في سيرة إبراهيم الكوني الروائية، وكانت الرواية الأولى له التي قلبت نظرية جورج لوكاتش عن الرواية كعمل مديني لتنهض على أنقاضها الرواية الصحراوية، لا كهوية نمطية ابتذلها أدب الرحالة، أو كمهية فلكلورية أو أكزوتيكية روج لها الفضول السياحي، ولكن بمؤهلاتها الحقيقية. مؤهلات ثرية رمزية ووجودية وغيبية وتاريخية وأنثربولوجية. ولكن المفارقة أن يكتب هذا العمل الملحمي متعدد الأجزاء معقد التركيب في زمن قياسي بلغ عشرة أشهر.

## الحبكة
تدور أحداث الرواية حول محاولة إقامة المدينة الأرضية مدينة السعادة المعادلة للفردوس الضائع، لكن الخطيئة التي أخرجت الجد الأكبر للبشر مندام من الفردوس إلى عالم الشقاء الأرضي ما تزال تلاحق نسله.

## وصلات خارجية
- المجوس: الجزء الأول؛ آراء قراء موقع أبجد
- المجوس: الجزء الثاني؛ آراء قراء موقع  أبجد
- المجوس : الجزء الأول (المجوس #1)  آراء قراء موقع غودريدس.
- (المجوس) لإبراهيم الكوني - بقلم: محمد غيث الحاج حسين الأوان.